# Vạn Ninh, Móng Cái
Vạn Ninh là một xã thuộc thành phố Móng Cái, tỉnh Quảng Ninh, Việt Nam.
Xã Vạn Ninh có diện tích 88,27 km², dân số năm 1999 là 5724 người, mật độ dân số đạt 65 người/km².